# Arbeca

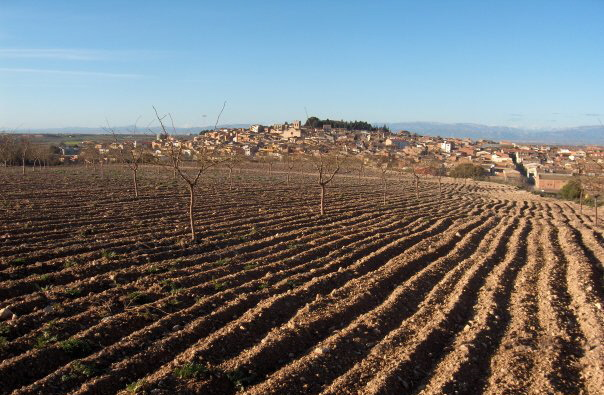
Vista d'Arbeca

Arbeca és un municipi català de la part septentrional de la comarca de les Garrigues, en el límit amb el Pla d'Urgell i l'Urgell. El seu patró es Sant Jaume. La seva festa major se celebra el 15 d'agost.

## Localització
La vila d'Arbeca se situa a l'extrem nord-oriental de la comarca de les Garrigues. Geogràficament pertany, de la mateixa manera que bona part dels municipis de les Garrigues orientals (Garrigues Baixes) a l'Urgell, més concretament al Baix Urgell o Plana d'Urgell. La seva inclusió a la comarca de les Garrigues es deu a criteris socioeconòmics, d'extensió comarcal i d'adequació del mapa judicial, duts a terme durant l'última organització territorial de Catalunya, l'any 1936.
Limita al nord amb Vilanova de Bellpuig i Miralcamp (Pla d'Urgell), a l'est amb Belianes i Maldà (Urgell), a l'oest amb Puiggròs i les Borges Blanques (Garrigues) i al sud amb la Floresta i els Omellons (Garrigues).

## Medi físic
- Llista de topònims d'Arbeca (orografia: muntanyes, serres, collades, indrets...; hidrografia: rius, fonts...; edificis: cases, masies, esglésies, etc.).

### Climatologia
Arbeca presenta un clima mediterrani continental sec, es caracteritza per una forta secada estival, dèficit hídric bona part de l'any i gran amplitud tèrmica. Les temperatures són molt elevades els mesos d'estiu i baixes a l'hivern. La presència de boires n'és una de les característiques principals. La mitjana de precipitació, segons les dades de l'estació pluviomètrica d'Arbeca, ronda els 389 mm (2006). La precipitació es reparteix de forma irregular al llarg de l'any, malgrat que la tardor és l'estació més plujosa, seguida de la primavera.

### Geomorfologia
Arbeca s'engloba en la Depressió Central Catalana, més concretament a la banda esquerra del riu Segre. El terme municipal queda dividit per dues grans unitats geomorfològiques. Al nord la plana d'Urgell i al sud els altiplans que deriven de les primeres vessants de la Serralada Prelitoral Catalana (Serra del Vilobí, Serra del Tallat). De fet, el municipi està situat en un dels últims turons testimoni d'aquests altiplans cap a ponent, una esplèndida talaia del pla d'Urgell, els Pirineus, les muntanyes de Prades o la serra la Llena.
El terme municipal va des de 171 metres a la plana fins a 460 metres a la partida del Mont-ros a l'extrem sud del municipi. Destaquen turons com el puig del Corb, de 456 metres a l'extrem sud-est, el turó de la Pleta, de 426 metres a l'est, el mateix turó d'Arbeca, de 332 metres i finalment el Tossal Gros, homònim del turó d'Arbeca, de 342 metres.

### Geologia
Els materials predominants són les calcàries i les graves, sobretot al sud del terme municipal. A les conques fluvials, així com a la plana d'Urgell estricta s'hi dipositen els materials sedimentaris del Quaternari (sorres fines i llims).

### Xarxa hidrogràfica
Les aigües del terme municipal d'Arbeca són canalitzades per dos subconques hidrogràfiques que desemboquen al riu Segre a l'altura de Lleida. Els curs més important correspon al riu Corb, que transcorre pel nord del terme municipal, dins la plana d'Urgell, avui en dia el llit natural del riu no existeix, aquest desapareix al terme municipal de Belianes, a causa dels diferents anivellaments del terreny i a conseqüència del desenvolupament de l'agricultura. En segon terme destaca el torrent de la Femosa, que transcorre pel sud del terme municipal i drena les aigües de les Garrigues orientals; la seva conca delimita pel sud la frontera geogràfica entre l'Urgell i les Garrigues. Finalment, cal assenyalar el barranc la Séquia de la Moradilla, que neix al terme municipal de Maldà. Transcorre pel centre del terme municipal i passa molt a prop de la vila. És subsidiari del riu Corb. Tots ells són cursos intermitents i d'ençà dels últims períodes humits que no hi circula aigua superficial.

### Vegetació
El terme municipal de la vila d'Arbeca compta amb una notòria representativitat biogeogràfica. Aquesta li ve donada per presentar tant vegetació eurosiberiana, pròpia de regions humides, com vegetació mediterrània dels àmbits més àrids o esteparis de latituds mitjanes. La diversitat paisatgística, doncs, és elevada i la vegetació canvia en pocs centenars de metres en alguns punts. Aquest fet es dona gràcies a l'aïllament de certes zones, que han fet mantenir la vegetació endèmica, i als microclimes, que es generen a les múltiples fondalades.

## Medi humà

### Demografia
Durant els últims decennis del segle xix el municipi d'Arbeca anà perdent població de forma sostinguda arran de la crisi del camp català. Això no obstant, durant l'últim decenni el municipi ha vist incrementar progressivament la seva població gràcies a la immigració de l'Europa de l'Est. Arbeca representa un punt important de recepció i difusió de ciutadans romanesos a la plana de Lleida. Això, a banda d'augmentar considerablement la població, ha fet que les activitats econòmiques tradicionals lligades a l'agricultura es puguin mantenir, fins al punt que l'agricultura encara té un pes important dins els sectors d'activitats del municipi.
| 1497 f | 1515 f | 1553 f | 1717 | 1787  | 1857  | 1877  | 1887  | 1900  | 1910  |
| ------ | ------ | ------ | ---- | ----- | ----- | ----- | ----- | ----- | ----- |
| 121    | 166    | 153    | 546  | 1.128 | 2.555 | 2.637 | 2.753 | 2.921 | 2.965 |

| 1920  | 1930  | 1940  | 1950  | 1960  | 1970  | 1981  | 1990  | 1992  | 1994  |
| ----- | ----- | ----- | ----- | ----- | ----- | ----- | ----- | ----- | ----- |
| 3.164 | 3.118 | 2.948 | 3.012 | 2.736 | 2.441 | 2.325 | 2.397 | 2.336 | 2.336 |

| 1996  | 1998  | 2000  | 2002  | 2004  | 2006  | 2008  | 2010  | 2012  | 2014  |
| ----- | ----- | ----- | ----- | ----- | ----- | ----- | ----- | ----- | ----- |
| 2.313 | 2.359 | 2.384 | 2.436 | 2.159 | 2.512 | 2.956 | 2.469 | 2.493 | 2.389 |

| 2016  | 2018  | 2020  | 2022  | 2024  | 2026 | 2028 | 2030 | 2032 | 2034 |
| ----- | ----- | ----- | ----- | ----- | ---- | ---- | ---- | ---- | ---- |
| 2.240 | 2.162 | 2.126 | 2.100 | 2.081 | -    | -    | -    | -    | -    |

### Economia
Arbeca ha patit un relatiu aïllament històric a conseqüència de les deficiències en les infraestructures i l'allunyament dels principals centres urbans i econòmics de la plana de Lleida. Aquest fet explica la baixa presència del sector industrial i el pes que encara avui manté l'activitat agrària dins els sectors d'activitat.
L'agricultura ha estat la font econòmica per excel·lència del municipi. Primerament aquesta estava lligada al conreu de l'olivera, més tard i amb l'arribada del canal d'Urgell foren els conreus de regadiu (pomeres, pereres, blat de moro) els que permeteren el manteniment de l'activitat econòmica i l'estabilitat demogràfica.
Actualment, el municipi d'Arbeca és l'únic de les Garrigues orientals que presenta una economia especialitzada en la construcció. A Arbeca, la construcció és el sector econòmic que ocupa més població activa, segueix els serveis, l'agricultura i la indústria (juny 2009).
Pel que fa a la indústria, la relacionada amb l'activitat agrària es manté, mentre que la lligada al sector tèxtil ha patit una davallada important, en tancar-se darrerament, a causa de la ja existent crisi del tèxtil català, una de les empreses tèxtils amb més llocs de treball del municipi. També cal assenyalar les graveres de la indústria extractiva, que des de fa anys es troben disperses arreu del terme municipal, algunes d'elles amb un fort impacte visual i paisatgístic i malmetedores d'espais naturals, com és el cas de la zona humida avui ja inexistent a la partida de les Masies del Pla.
Actualment es potencia el turisme, que pot convertir-se en una font econòmica complementària en un futur mitjà.

### Urbanització
Tan sols té un nucli de població, però amb tres nuclis abandonats: dos en ruïnes, les Borgetes de Salena, la qual encara conserva la capella i Castellots, i un altre desaparegut completament, Bellfort. La morfologia urbana permet explicar l'evolució urbanística que ha sofert el municipi al llarg dels anys.
El creixement urbanístic del municipi s'ha fet de forma compacta, en un primer moment al peu del castell i al vessant sud del turó. Es conserva encara en alguns carrers l'estructura urbana pròpia dels moriscos (carrers estrets i cases que s'estrenyen amb l'alçada) així com el llegat de l'ocupació cristiana (places porxades i edificis històrics). Fins aleshores el municipi quedava tancat entre muralles, no serà fins a la construcció del barri de la Barceloneta que el municipi en sortirà, creixent vers el sud de la vila. Més tard, el munipi sofrí un eixamplament, sobretot al llarg del segle xix i en totes direccions. A la perifèria d'aquests se situen diverses zones residencials amb cases unifamiliars de construcció recent. Finalment, cal assenyalar l'existència de diverses cases situades fora vila, que exempliquen la urbanització dispersa al municipi. Algunes d'elles són la torre del Miqueló, cal Gerardo, cal Cambrai, cal Sacaries o cal Vidal.
El municipi es regeix amb les NNSS. No disposa de Pla d'ordenació urbana municipal (POUM).

### Comunicacions
Pel que fa a les comunicacions per carretera, la via més important és la C-233 que uneix Flix amb Bellpuig, i que connecta el municipi amb la capital comarcal, les Borges Blanques. Existeixen dues altres carreteres secundàries: la L-201, que uneix el municipi amb Belianes i la TV-2012, que va de les Borges Blanques a l'Espluga i transcorre allunyada del nucli de població (sud del terme). També cal assenyalar diferents camins pavimentats: un a escala comarcal que va des de Torregrossa a Vinaixa passant pel municipi; el camí de Mollerussa, que és la segona via més utilitzada del municipi; i finalment el camí que condueix a la Floresta. L'AP-2 amb sortida a les Borges queda a deu minuts de la població, i l'A-2 amb sortida a Mollerussa a 15 minuts.
Pel que fa al ferrocarril, transcorre pel terme municipal la línia Lleida-Tarragona-Barcelona. Malgrat això, la vila no disposa d'estació, les més properes són la del municipi de la Floresta (4 km) i la de les Borges Blanques (6 km).

### Turisme i llocs d'interès

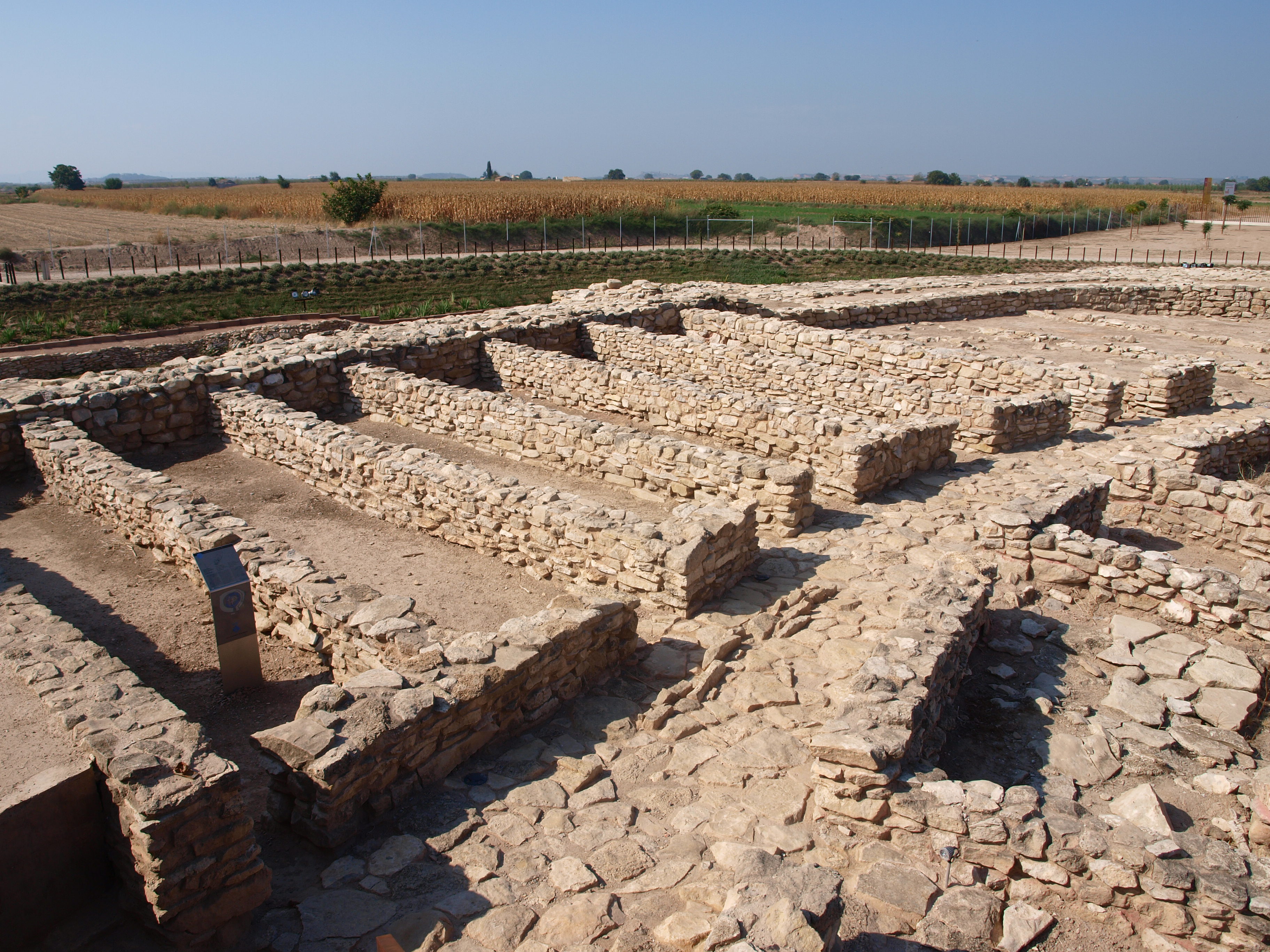
Vista parcial de la fortalesa ibèrica dels Vilars.

El municipi d'Arbeca compta amb un bon nombre de recursos turístics ateses les seves dimensions demogràfiques i d'extensió territorial. El patrimoni és ric i, a grans trets, es pot dividir en diferents temàtiques: 
- Protohistòrics (ibers): poblat ibèric els Vilars
- Medieval (moriscos, cristians): Castell Palau, església parroquial de Sant Jaume, Castellots, capella de Sant Miquel de les Borgetes, ermita de Santa Caterina
- Modernista: Ajuntament, molí d'oli cooperatiu
- Gastronòmics (productes artesans, plats i dolços típics): oli, fruita seca, mel, vi, cassola de tros, orelletes
- Denominacions d'origen: DOP Garrigues (oli), DO Costers del Segre (vi), DOP Pera de Lleida (pera)
- Patrimoni de l'aigua (secà, regadiu): canal d'Urgell, molins fariners, séquies, font de la Juliana, mina del Comellar
- Patrimoni etnològic: construccions de pedra seca —marges, cabanes, aljubs—, molins d'oli
- Espais naturals: secans de Belianes, Preixana, rouredes de la vall de la Femosa, carrascars de la Pleta, plana d'Urgell, zones humides (fondo de la Coma)
- Punts d'observació paisatgística: panoràmiques des de qualsevol punt relativament elevat del terme municipal
- Foklore, festes i esdeveniments programats: Fira de Santa Caterina, Festa Major, Grallers la Revolta, Arbequí de Ferro

El molí d'oli de ca l'Argilés, el Castell d'Arbeca, el centre històric i la fortalesa ibèrica dels Vilars es poden visitar de forma guiada i amb concertació prèvia. La resta de recursos són visitables de forma lliure i gratuïta, en la majoria dels casos des del seu exterior.
L'oli d'Arbeca és el recurs artesanal més notable i el que marca la identitat arbequina. De la mateixa manera que la resta de productes artesanals propis del municipi, es pot adquirir a l'Agrobotiga.
Pel que fa a la infraestructura turística relacionada amb l'activitat, el municipi compta amb dos itineraris senyalitzats per Turisme de Catalunya (banderoles verdes) aptes per a fer-se a peu o bé en bicicleta. Els punts d'iniciació coincideixen amb els ponts del canal d'Urgell a la perifèria de la vila.
- La font de la Juliana
- Ermita de Santa Caterina
- Les Borgetes de Salena, capella de Sant Miquel de les Borgetes
- Església parroquial de Sant Jaume

#### Restes del Castell
Les primeres notícies que tenim del Castell d'Arbeca són de l'any 1158, quan el vescomte Ramon Folch de Cardona fa escriptura d'enfeudació a un cavaller anomenat Ramon de Santa-Fe, del dècim d'Arbeca i de l'aigua que baixava de Maldà i feia cap a Arbeca (riu Corb).
L'any 1196 a 6 de març, el senyor Pons d'Erill i la senyora Sibila d'Arbeca (dels Santa-Fe) fan escriptura de donació a Guillem de Timor i la senyora Sancha d'una casa forta al puig d'Arbeca, i per confirmar-ho el 6 d'abril d'aquell any la senyora Sibila que fou la muller de Ramon de Santa-Fe, fa donació dels castells de Tàrrega i d'Arbeca a la seva tia la senyora Agnès de Tarroja.
L'any 1273 es feu un bescanvi entre el vescomte de Cardona, senyor Ramon Folch, en nom de la seva filla, la senyora Berenguera i de la seva muller la senyora Sibila, amb Bernat d'Anglesola, del Castell, llocs i termes d'Arbeca, Borgetes de Çalena i la meitat de Castellots.
Aquests llocs no tornaren a la casa de Cardona fins al 1388. Durant aquests 115 anys, el Castell fou dels Cornel d'Aragó i de la Casa de Pallars.
L'any 1386, essent senyor d'Arbeca Jaume de Pallars, el rei Joan I el Caçador passà pel nostre castell. Aquest rei fou qui autoritzà la venda del Castell d'Arbeca a Hug II, comte de Cardona.
Una tarda de desembre de 1388, la gent d'aquestes contrades es congregà al replà de l'església d'Arbeca, on acudiren també els nobles cavallers Jaume Roger de Pallars, senyor d'Arbeca, i Hug, comte de Cardona.
Detall del castell
Jaume Roger, dirigint-se al batlle —que era Pere Artigues— i als jurats i, en general, a tots els presents, els assabentà «com he venuda la mia part al Senyor Comte de Cardona, qui ací és present, per què us dic, amones e us man que vosatres de aqui avant tingats de fer amb ell segons a que a mi havets fet e que obescats e fassats tots sos manaments segons que vassalls deuen fer». Els prohoms arbequins li respongueren que així ho farien, si ell els absolia de l'homenatge que li tenien jurat. Consegüentment el rector d'Arbeca redactà el document d'aquest tràmit.
Joan Ramon Folch de Cardona, nasqué al nostre Castell l'any 1400 i morí a Cardona el 1471. El succeeix el seu fill, Joan Ramon Foch III de Cardona, el qual a la mort del seu pare pren possessió del comtat de Cardona. Essent nomenat almirall d'Aragó i capità general de Catalunya, fou sens dubte la figura més brillant de la Casa dels Cardona.
Joan Ramon Folc III fou qui engegà la restauració del Castell, amb una emprenedora volada que fa que, pel 1475, hi hagi residint a Arbeca el mestre d'obres Joan Poderoses i els pedrapiquers Joan Peris i Joan Bureu 
Joan Ramon Folch IV, primer Duc de Cardona (fill de Joan Ramon Folch III i de Joana d'Urgell) i la seva muller, Aldonza Enríquez, en el seu palau d'Arbeca, foren amfitrions, a començament de 1503, del príncep que la història d'Espanya coneix com Felipe el Hermoso, Felip el Bell, que per raó del seu casament amb Joana la Boja —filla dels Reis Catòlics— heretaria l'Imperi espanyol. És clar que la conjuntura històrica significava un enlairament de l'únic ducat llavors entranyat a Catalunya, el de Cardona.
L'historiador mossèn Segura assenyala que el castell d'Arbeca era «certament un dels més bells de Catalunya»: 
"Según la leyenda, la Duquesa de Cardona mandó emparedar a su constructor, para que jamás pudiera levantar otra semejante maravilla. De todos los castillos de Cataluña, éste fue considerado como el de mayor belleza. Aparte de sus cinco grandes torres, tenia 365 ventanas, cada una con su reja dorada." 
Pot dir-se que durant una centúria i mitja —els anys que, grosso modo, van des de l'acabament de la guerra de la Generalitat contra Joan II fins a la guerra dels Segadors—, Arbeca, residència esdevinguda ducal i de l'únic gran d'Espanya radicat a Catalunya, assolí la màxima categoria palatina del país, llavors tan atrotinat i convuls.
El 1553, quan Arbeca sumava 153 focs, el seu palau contenia una munió d'estances i disposava de quatre torres cantoneres —en sabem el nom de tres: del Porgador, dels Vents, de les Dones— i d'una torre central, anomenada de l'Homenatge. És fama que el palau —de planta quadrangular— comptava amb tantes finestres com dies té l'any. L'accés al vast edifici, aïllat per un gran fossar, es feia pel portal dit dels Tres Reis, mitjançant un pont llevadís, a la part de ponent, del qual tenia cura de posar i treure un porter especial.
Ferran I de Cardona i Enríquez, segon duc de Cardona, fou ascendit a gran d'Espanya en la coronació de Carles I. Els seus germans Enric i Lluís també nasqueren al Castell d'Arbeca. Enric fou bisbe de Barcelona i cardenal amb el títol de Sant Marcel i el seu germà Lluís fou president de la Generalitat (1521-1527), bisbe de Barcelona (1530-1531) i arquebisbe de Tarragona (1531-1532). Ell i el seu oncle Pere de Cardona foren els promotors del moviment cultural barceloní.
Escut dels ducs de Cardona
Com a visita règia, Enric Cock, notari apostòlic i arquer de la guàrdia reial, es refereix, com a acompanyant, al pas de Felip II d'Espanya per Arbeca; el monarca venia de Lleida i anava cap a Barcelona, passant pel monestir de Poblet. Arriba a Arbeca el 10 d'abril del 1585 i l'acompanyaven el duc de Savoia i la infanta Caterina, amb seguici d'unes cinc-centes persones, de les més distingides del regne. El carruatge del rei era arrossegat per 30 cavalls i el del príncep i la infanta per 44 egües.
A Arbeca i de forma excepcional són encunyats dinerets de coure que duen impresa una àguila, amb la llegenda «DE ARBECA». Sembla que cap altre gran d'Espanya no podia encunyar moneda, llevat del duc de Cardona.
Entre els anys 1618 i 1620 va ésser quan, pel que es desprèn d'alguns albarans, el duc Enric feu enreixar les moltes finestres del palau; no ens arrisquem pas a assegurar que fossin les 365 que el poble vol. Amb un punt d'ironia, afegim que Serra Vilaró parla de només 345! 
El duc Enric d'Aragó Folch de Cardona fou qui més s'esmerçà a fer del Castell d'Arbeca el punt principal de la seva cort. Hi traslladà la major part del patrimoni artístic que tenia escampat per tots els seus dominis. A partir del 1620, després de fer-hi unes reformes que li costaren uns 34.000 ducats d'or, començà cap a Arbeca el viatge de tot el patrimoni escampat arreu dels seus diferents castells i edificis que tenia a Catalunya i València. El que tenia a Andalusia, al marquesat de Camàres (Còrdova), no hi ha documentació que testimoniï haver prestat res a Arbeca.
El primer terç del segle xvii, el duc Enric va fer instal·lar el ric arxiu familiar al palau d'Arbeca, i n'encarregà la cura, amb el títol d'arxiver major, al notari Joan Busquets. Fou al castell d'Arbeca on s'inicià la tasca d'ordenació i catalogació dels protocols. El notari Busquets la vetllà durant divuit anys.
En l'inventari que es feu a la mort del duc Enric, consta, al castell d'Arbeca, unes 366 pintures, la major part de contingut religiós, i d'altres de papes, de reis i retrats familiars. Algunes d'aquestes pintures procedien d'Itàlia. Conté també 175 tapissos, amb contingut mitològic. De catifes n'hi havia unes 30 que eren de grans mides, ja que entre totes elles cobrien 1800 metres quadrats. 60 bufets, 31 escriptoris amb fustes de noguera i caoba amb aplicacions d'or. Els objectes d'or i plata són quantiosos. Els cortinatges bordats d'or fi omplien la major part de les estances.
Amb la guerra dels Segadors, Arbeca fou declarada plaça forta.
Muralla del castell
El duc Enric mor el 1640 a Perpinyà. El seu fill Lluís d'Aragó i Cardona, en veure com anaven els aldarulls a Catalunya i tement que la guerra era molt propera, va voler salvar tot el de valor que hi havia al Castell i començà pel seu grandiós arxiu, traslladat tot a Lucena (Còrdova). Els tapissos i mobles principals amb els seus cortinatges també se'ls va endur; no pogué fer el mateix amb tots els quadres, els quals va posar a subhasta. Se'n vengueren 208. També se subhastaren mobles i objectes diversos que els compraren famílies d'Arbeca.
La guerra durà 12 llargs anys durant els quals la vila d'Arbeca fou diverses vegades assetjada per part dels catalans-francesos i altres per les tropes de Felip IV fins a arribar al punt que la gent d'Arbeca se n'anà a viure a les cabanes i el poble quedà a mercè dels soldats d'un costat i de l'altre. Acabada la guerra, els habitants d'Arbeca havien quedat a la meitat, unes 500 persones; la pesta, tan freqüent en aquells anys, també tingué molt a veure en aquesta davallada.
Quan encara no s'havia refet dels estralls de la guerra, al principi del segle xviii, començà la guerra contra Felip V. Aquesta fou fatal per al Castell, ja que una vegada acabada, la repressió fou brutal. Tots els castells que d'una manera o una altra s'havien aixecat contra Felip V foren manats ésser enderrocats i el d'Arbeca en fou un. Es col·locaren sis mines o "fornillos" que feren volar tot el castell. L'església parroquial, que era a dins, quedà completament arrasada, sols es va poder salvar de les runes l'altar del Sant Sepulcre, que uns anys més tard es traslladà a l'església nova.
Tots els estats cardonins passaren a pertànyer a la casa dels Medinaceli i, en conseqüència, també la baronia d'Arbeca passà a ser governada des de Castella i ho fou fins a mitjan segle xix, quan la desamortització i la caiguda del feudalisme motivaren que el «soberbio castillo feudal propio del señor duque de Medinaceli» fou venut en subhasta.
Els Medinaceli, això sí, impulsaren les plantacions d'oliveres, amb promeses per part dels ducs, que pagarien un ral per olivera plantada, paraula que després no compliren, i s'originaren així una sèrie de litigis entre el comú de la vila i l'administració de la casa dels Medinaceli.
L'any 1786 s'acabà de fer el molí nou, construït tot amb pedra del Castell (per fer-se una idea de la quantitat de pedra extreta cal dir que hi havia tres parets de 80 metres de llarg per uns 5 o 6 metres d'alt i uns 70 cm de gruix).
Torre del castell
Bona part de la pedra de l'església i d'un bon nombre de cases del poble procedia del Castell.
El 17 de març de 1851, al Boletín Oficial de la Província apareixia l'anunci de «la venta en subasta privada del castillo y terreno que ocupa, de propiedad del Exmo. Sr. Duque de Medinaceli y Santiesteban, sita en la villa de Arbeca […] bajo el concepto que no se admitirá postura que baje de 20.000 reales al contado o a plazos y al propio tiempo sin que recaiga en su caso la aprobación de S. E.».
L'adjudicació fou feta a Antoni Gairoles, d'Arbeca, el 25 de maig del mateix any. Li fou venut, per «22.700 reales de vellón, entregando la primera cantidad d'11.350 reales el 5 de julio de 1851 […] todo el castillo de la misma villa de Arbeca, con el terreno que ocupa, con su palacio que fue de los antiguos barones de Arbeca y con todos sus edificios circuito de murallas y de ninguna manera el territorio exterior […] este castillo, con su terreno, pertenece al Excmo. Sr. Duque de Medinaceli como marqués de Aitona i barón de Arbeca por legítma sucesión de sus mayores i por sus ciertos y legítimos títulos».
Al final del segle xviii, un 60 o 70% del Castell havia desaparegut. A final del segle xix es construeixen els dipòsits de l'aigua aprofitant un troç de muralla. El 1945 es construeixen les escoles dalt del Castell i es desmunta el que quedava de la torre de les dames i un tros que encara hi havia de la torre de l'Homenatge.

#### Fortalesa ibèrica dels Vilars
Als voltants del poble es pot veure la fortalesa ibèrica dels Vilars (750 aC). L'any 1998 fou declarat Bé Cultural d'Interès Nacional, a la categoria de Zona Arqueològica, per la Generalitat de Catalunya. Els Vilars és un jaciment protohistòric situat a l'extrem nord-oest del terme d'Arbeca, a la comarca de les Garrigues. Es tracta d'una fortalesa, ja que un 75 per cent de la superfície construïda correspon a un sistema defensiu compost per dotze torres. Els treballs al jaciment tenen per objectiu la recuperació de la fossa que envolta la fortalesa i les escarpes. La intervenció, de gran envergadura i complexitat, implica diferents fases. D'una banda, l'excavació de restes romanes. Per altra banda, es buidarà la cavitat i es restauraran les escarpes. Finalment, s'actuarà sobre el sistema de drenatge en el fons de la cavitat per a donar sortida a l'aigua. La intervenció subvencionada pel Ministeri de Cultura contribuirà a realçar la fortificació i a exhibir al públic visitant la fossa, el parímetre intern i les estructures adossades. A més, el condicionament de la fossa és igualment vital per a la conservació i la posada en valor de les restes arqueològiques. La restauració persegueix que el poblat dels Vilars es consolidi com un punt de referència del turisme cultural i l'estudi de l'època ibèrica.

### Festes i tradicions
- Fira de Santa Caterina
- l'Arbequí de Ferro

### Curiositats
Una frase feta estesa a la Catalunya oriental és "sembla que vinguis d'Arbeca". Es deu a la qualificació com a despistat que obtingué el duc de Cardona, ja que quan era citat per afers polítics a les Corts Catalanes a Barcelona sovint no estava assabentat dels esdeveniments, fet poc estrany si tenim en compte que Arbeca es troba allunyada de la capital i que al municipi els Cardona hi tenien el palau residencial. S'utilitza al subdialecte oriental, sobretot a la demarcació de Barcelona i el Camp de Tarragona.